# Phlyarus rufoscapus
Phlyarus rufoscapus är en skalbaggsart som beskrevs av Stefan von Breuning 1976. Phlyarus rufoscapus ingår i släktet Phlyarus och familjen långhorningar. Inga underarter finns listade i Catalogue of Life.